# Papilio antonio
Espèce
Papilio antonio est une espèce de lépidoptères (papillons) de la famille des Papilionidae. L'espèce est endémique des Philippines.

## Systématique
L'espèce Papilio antonio a été décrite pour la première fois en 1875 par Hewitson dans Illustrations of new species of exotic butterflies : selected chiefly from the collections of W. Wilson Saunders and William C. Hewitson.